# Desert Moon
Desert Moon (Mojave Moon) è un film del 1996 diretto da Kevin Dowling.

## Trama
Al McCord esce per andare al suo ristorante preferito, quando incontra una giovane donna attraente (Ellie) che sta cercando un passaggio per il Deserto del Mojave, dove vive sua madre. I fatti porteranno Ellie ad innamorarsi di Al, mentre quest'ultimo si innamorerà di sua madre Julie, nonostante l'ingombrante presenza del suo compagno.